# 왕청구

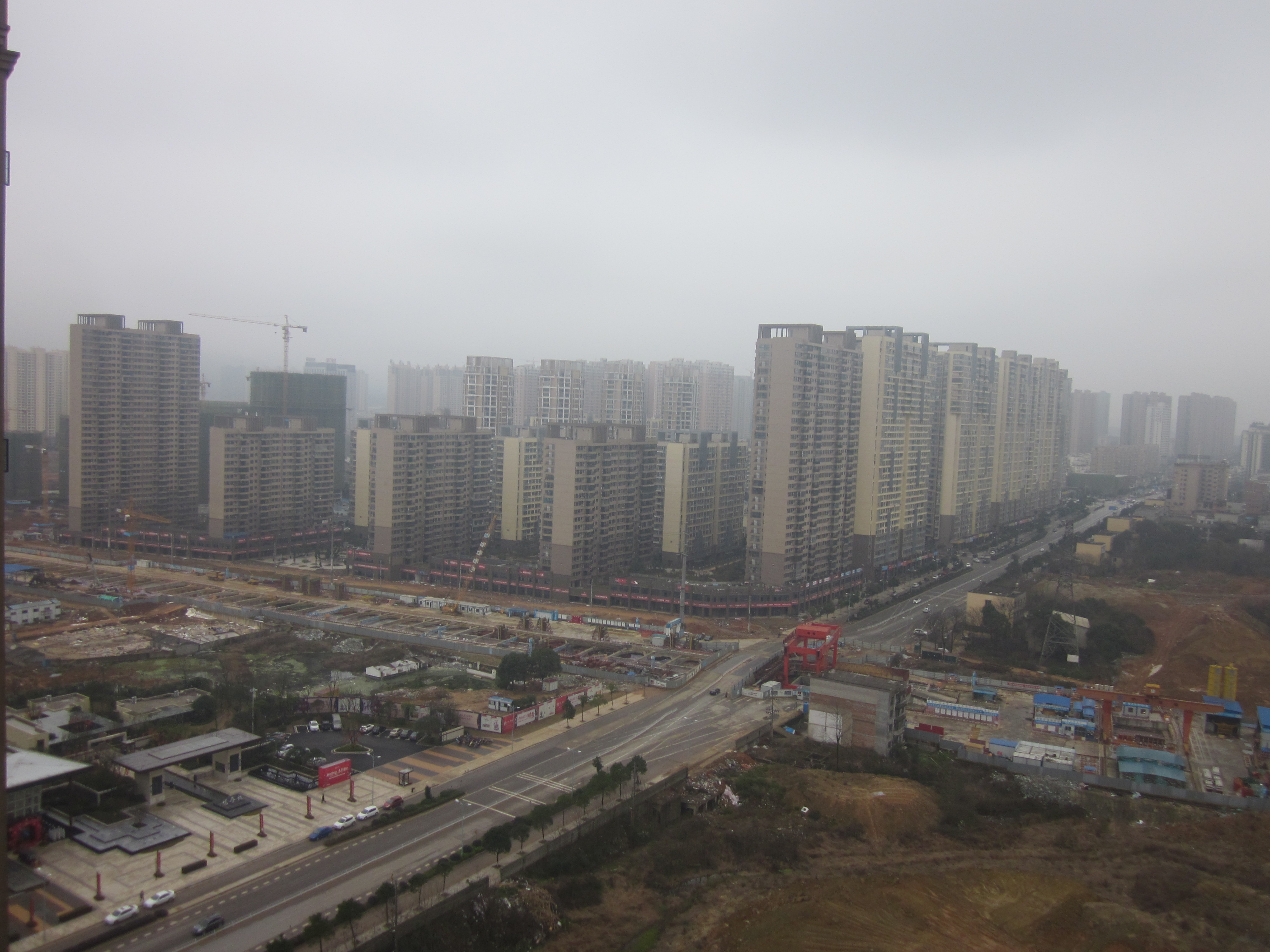

왕청구(한국어: 망성구, 중국어: 望城区, 병음: Wàngchéng Qū)는 중화인민공화국 후난성 창사 시의 시할구이다. 넓이는 1361km2이고, 인구는 2007년 기준으로 710,000명이다.

## 행정 구역
14개 진, 1개 향을 관할한다.
- 진: 高塘岭镇, 星城镇, 黄金镇, 丁字镇, 桥驿镇, 茶亭镇, 东城镇, 铜官镇, 靖港镇, 乔口镇, 乌山镇, 雷锋镇, 白箬铺镇, 格塘镇.
- 향: 新康乡.